# Белоголовцев, Сергей Геннадьевич
Серге́й Генна́дьевич Белоголо́вцев (род. 2 апреля 1964, Владивосток) — российский теле- и радиоведущий, актёр, юморист, телережиссёр, шоумен.
Получил известность в конце 1990-х годов как ведущий юмористического шоу «О.С.П.-студия», создатель и актёр комедийного сериала «33 квадратных метра» и ряда его продолжений.

## Биография
Родился 2 апреля 1964 года во Владивостоке. Детство провёл в Обнинске, куда переехал с родителями. В первых двух классах в 1971—1973 годах учился в школе № 3, с 3 по 5 класс в 1973—1976 годах в школе № 6. Затем перевёлся в школу № 7, в которой учились его дворовые друзья, и окончил её в 1981 году. Параллельно учёбе в школе занимался в баскетбольной секции в спортивном зале Обнинского филиала Научно-исследовательского физико-химического института имени Л. Я. Карпова.
Не поступив после окончания школы в Обнинский филиал Московского инженерно-физического института (отец, преподававший в этом институте, отказал ему в протекции), поступил в Московский горный институт (сейчас — Горный институт НИТУ «МИСиС»). Участник институтской команды КВН «МАГМА».
Участвовал в телевизионном юмористическом шоу «О. С. П.-студия» в течение всего периода его существования.
В 2014 году вместе с женой Натальей создал некоммерческую организацию «Лыжи мечты», занимающуюся проведением занятий по горнолыжному спорту для детей с ДЦП.
Увлекается футболом, по собственному признанию, с 5 лет болеет за московский «Спартак». Федеральный посол чемпионата мира по футболу 2018 года.

## Семья
Отец — Геннадий Иванович Белоголовцев[когда?]

, советский и российский физик, преподаватель Обнинского института атомной энергетики.
Мать — Ксения Алексеевна Белоголовцева[когда?]

.
Жена — Наталья Белоголовцева (род. 1964) — журналист.
Три сына: 
- Никита Белоголовцев (род. 1987) — окончил факультет международной журналистики МГИМО; радио- и телеведущий, руководитель направления сторителлинга в «Яндекс.Дзен»[4]. Номинант премии «ТЭФИ».
- Александр Белоголовцев (род. 1988) — окончил факультет международной журналистики МГИМО; телеведущий, продюсер. Работал в программе «Слава Богу, ты пришёл!» на СТС.
- Евгений Белоголовцев (род. 1988). Болен детским церебральным параличом[5]. Вёл программу «Разные новости» на канале «Раз ТВ»; автор YouTube-канала «Такой ЖЕ» о людях с ограниченными возможностями.

## Телевидение
- Экологический бумеранг (Первая программа ЦТ) — сценарист[6]
- Оба-на! (1-й канал Останкино) — сценарист[7]
- Великолепная семёрка (1-й канал Останкино[8], впоследствии — НТВ) — ведущий
- Раз в неделю (ТВ-6)
- О.С.П.-студия (ТВ-6, РТР, СТС)[9][10]
- Назло рекордам!? (ТВ-6, затем 7ТВ)[11]
- Спасите, ремонт! (СТС)[12]
- Скрытая камера (СТС)
- Схема смеха (РЕН ТВ)
- Цирк со звёздами («Первый канал») — участник[13]
- Загадки шоу-бизнеса (ТНТ)[14]
- Зарядка с чемпионом (Спорт, Бибигон)[15][16]
- Ступени (Россия, Бибигон)
- Вторая натура (Раз ТВ)
- Белый против Белого (Россия-2)
- Живи сейчас! (ТВ Центр)
- Свадебный генерал (Россия-1, Моя планета)
- Жилищная лотерея плюс (НТВ)
- Проспект знаний (ОТР)
- Угадай кино[17]/Игра в кино[18] (Че, затем Мир)
- Салтыков-Щедринъ шоу (НТВ) — соведущий (совместно с Екатериной Скулкиной, Дмитрием Колчиным, Алексеем Кортневым и Николаем Фоменко)[19]
- Россия футбольная (Матч ТВ)
- Ночной экспресс (новогодний выпуск, Мир)
- Отцы и дети (Мир)
- Вкусная Россия с Сергеем Белоголовцевым (телеканал «Кухня»)

## Радио
С октября 2014 по май 2015 года в качестве соведущего со своими сыновьями Никитой и Александром вёл семейное радиошоу «Белоголовцевы» на радиостанции «Маяк».

## Фильмография
| Год       |     | Название             | Роль                                                                          |  |
| --------- | --- | -------------------- | ----------------------------------------------------------------------------- |  |
| ру        | ф   | Радио Маяк (2 серия) | Федя                                                                          |  |
| 1997—2004 | с   | 33 квадратных метра  | Сергей Геннадьевич Звездунов, глава семьи, отец Андрюши, муж Тани Звездуновой |  |
| 2004      | ф   | Афромосквич          | эпизод                                                                        |  |
| 2004—2010 | с   | Ералаш               | снимался (№ 180 «Личный пример»; № 245 «Это было давно»)                      |  |
| 2005      | с   | Моя прекрасная няня  | Серж Жеглов, хоккеист (65-я серия)                                            |  |
| 2005      | мтф | Цвет неба            | Михаил, профессиональный переговорщик                                         |  |
| 2007      | с   | Вся такая внезапная  | Пал Палыч                                                                     |  |
| 2007      | с   | Папины дочки         | камео (16-я серия)                                                            |  |
| 2009      | с   | Два Антона           | Марик                                                                         |  |
| 2009      | ф   | Крыша                | отец Даши                                                                     |  |
| 2011—2013 | с   | Такси                | Лёша, таксист                                                                 |  |
| 2011      | с   | Вендетта по-русски   | Ким Игоревич, главный редактор журнала                                        |  |
| 2011      | с   | Дар                  | Олег Курица                                                                   |  |
| 2012      | ф   | Духless              | Володя Гулякин                                                                |  |
| 2013      | ф   | Кукушечка            | лейтенант полиции                                                             |  |
| 2014      | ф   | Территория Джа       | капитан космического корабля                                                  |  |
| 2013—2014 | с   | Анекдоты 2           | разные персонажи                                                              |  |
| 2014      | ф   | Корпоратив           | Дмитрий Борисович                                                             |  |
| 2015      | с   | Воронины             | Максим Петрович, начальник Веры (321-я серия)                                 |  |
| 2015      | ф   | Юрочка               | Вова, друг Юрия                                                               |  |
| 2016      | ф   | Всё о мужчинах       | Максимыч, эвакуатор                                                           |  |
| 2017      | ф   | Только не они        | отец Неудачницы                                                               |  |
| 2020      | с   | Невеста комдива      | Вениамин Маркович Луков, бывший муж Инессы, театральный режиссер              |  |
| 2021      | с   | Большая секунда      | Назар, режиссёр                                                               |  |

### Озвучивание
- 2005—2012 — Удивительные приключения Хомы — Хома
- 2006 — Астерикс и викинги — Астерикс

## Театральные работы
- «До свадьбы заживёт» (режиссёр Т. Дурова)
- «Не верь глазам своим!» (режиссёр Р. Манукян)
- «КТО» (режиссёр М. Виторган)
- «Результат налицо» (режиссёр А. Житинкин)
- «Не скромное обаяние буржуазии» (режиссёр А. Горбань)
- «Рецепт семейного счастья» (режиссёры Н. Скорик, А. Гордиенко, А. Бибилюров)
- «Кадиш» (режиссёр С. Белоголовцев)
- «Апокалипсис для флейты» (режиссёр С. Белоголовцев)
- «Одноклассники» (режиссёр А. Нестеров)
- «На высоких каблуках» (режиссёр А. Нестеров)
- «В городе Лжедмитрове» (режиссёр М. Виторган)